# Стрмца (Блоке)
Стрмца (словен. Strmca) — поселення в общині Блоке, Регіон Нотрансько-крашка, Словенія. Висота над рівнем моря: 796,8 м.